# غاضب (فلم)
غاضب هو فيلم ملحمي أكشن روسي من إخراج دجانيك فايزيف وبطولإيليا مالاكوف، بولينا تشيرنيشوفا، ألكيسي سيريبرياكوفو يوليا خلينينا، صدر الفيلم في 30 نوفمبر 2017.

## روابط خارجية
- غاضب على موقع IMDb (الإنجليزية)
- غاضب على موقع روتن توميتوز (الإنجليزية)
- غاضب على موقع أول موفي (الإنجليزية)
- غاضب على موقع بوكس أوفيس موجو (الإنجليزية)
- غاضب على موقع فيلمافينيتي (الإسبانية)
- غاضب على موقع قاعدة بيانات الفيلم (الإنجليزية)
- غاضب على موقع ليتربوكسد (الإنجليزية)
- غاضب على موقع كينوبويسك (الروسية)